# Rijksbeschermd gezicht Hoorn Uitbreiding
Gezicht Hoorn Uitbreiding is een van rijkswege beschermd stadsgezicht in Hoorn in de Nederlandse provincie Noord-Holland. Het betreft een uitbreiding van het eerder beschermde deel van de binnenstad. De procedure voor aanwijzing werd gestart op 5 december 1995. Het gebied werd op 29 april 1998 definitief aangewezen. Het beschermd gezicht beslaat een oppervlakte van 80,8 hectare. Het gebied bestaat feitelijk uit twee delen: de Oostelijke binnenstad, inclusief een deel van het Julianapark en de Westelijke binnenstad, waaronder het Visserseiland.
Panden die binnen een beschermd gezicht vallen krijgen niet automatisch de status van beschermd monument. Wel zal de gemeente het bestemmingsplan aanpassen om nieuwe ontwikkelingen in het gebied te reguleren. De gezichtsbescherming richt zich op de stedenbouwkundige en cultuurhistorische waardering van een gebied en wil het toekomstig functioneren daarvan veiligstellen.